# Multigroove

## Multigroove
Multigroove is een Nederlandse organisatie die sinds 1991 dance-evenementen organiseert, met een focus op de hardere stijlen van elektronische muziek zoals hardcore, oldschool, techno en gabber. De organisatie wordt gezien als een van de pioniers van de Nederlandse ravecultuur en heeft grote invloed gehad op het ontstaan en de ontwikkeling van de hardcore- en gabberscene.

### Geschiedenis
Multigroove werd opgericht door Ilja Reiman, een Amsterdamse horecaondernemer. In 1991 begon hij met het organiseren van illegale raves in een loods aan de Elementenstraat in het havengebied van Amsterdam. De eerste feesten waren kleinschalig, maar groeiden snel uit tot een bekend fenomeen binnen de Amsterdamse undergroundscene. De rauwe sfeer, compromisloze muziek en het diverse publiek (bestaande uit ravers, punks, skaters, kunstenaars en criminelen) gaven Multigroove een unieke reputatie.
Op 15 mei 1993 viel de politie een Multigroove-feest binnen, waarmee het tijdperk van de illegale loodsfeesten eindigde. Hierna richtte de organisatie zich op het organiseren van legale evenementen op grotere locaties, met behoud van het oorspronkelijke karakter.

### Evenementen en concepten
Multigroove ontwikkelde verschillende invloedrijke concepten die tot op de dag van vandaag populair zijn binnen de dancescene:
Hellbound
Gestart in 1995 als ode aan de originele hardcore en gabber uit de jaren ’90. Bekend om het rauwe geluid, visuals uit horror- en sciencefictionfilms, en trouwe fanbase.
No Bullshit
Opgezet in 1999 als reactie op de toenemende commercialisering van elektronische muziek. Het feest keerde terug naar de roots van ravecultuur: donkere ruimtes, stevige beats, en geen glitter of glamour.
Rebound
Een concept dat vanaf 2001 een brug sloeg tussen stijlen als early rave, acid, techno en industrial. Vooral geliefd bij oude en nieuwe ravers die op zoek zijn naar authenticiteit.
Ghosttown
Multigroove organiseerde meerdere edities van Ghosttown, een oldschool hardcorefeest dat de sfeer van begin jaren '90 terugbrengt. Het concept werd later ook door andere organisatoren voortgezet.
Multigroove Outdoor / Beachraves
Vanaf de jaren 2010 organiseerde Multigroove diverse outdoor evenementen, waaronder strandfeesten in IJmuiden en recreatiegebieden rond Amsterdam. Deze feesten combineren oldschool ravesfeer met een moderne productie.
Back to the Warehouse
Een terugkeer naar de sfeer van de Elementenstraat, met kleine, donkere, en compromisloze evenementen voor een select publiek.

### Samenwerkingen
In 1995 werkte Multigroove samen met ID&T voor het evenement Thunderdome meets Multigroove, waarmee twee grootmachten uit de hardcore samenkwamen. Ondanks de ideologische verschillen (commercieel versus underground) trok het evenement duizenden bezoekers en wordt het gezien als een historisch moment in de Nederlandse dancescene.
Multigroove werkte ook samen met locaties als Paradiso, Club Mazzo, de Hemkade (Zaandam), en de WesterUnie in Amsterdam. Daarnaast stonden bekende dj's als DJ Ruffneck, Lady Dana, Buzz Fuzz, DJ Dano, en Rob Gee regelmatig op hun line-ups.

### Invloed en betekenis
Multigroove speelde een sleutelrol in het vormgeven van de Nederlandse dancescene, met name in het hardcore-segment. Waar ID&T de commerciële kant op ging met Thunderdome, bleef Multigroove trouw aan het undergroundkarakter van de oorspronkelijke ravecultuur.
Het belang van Multigroove ligt in meerdere domeinen:
- Cultureel erfgoed: De feesten gaven vorm aan de Nederlandse jeugdcultuur van de jaren ’90 en begin 2000.
- Artistieke ontwikkeling: Multigroove bood een platform aan opkomende dj’s, vj’s en decorbouwers die zich in een vrije omgeving konden ontwikkelen.
- Subcultuurbehoud: De organisatie wist de oorspronkelijke geest van de gabber- en technoscene vast te houden en door te geven aan nieuwe generaties.

In 2018 verscheen het boek Multigroove – Een Amsterdams boefjesverhaal dat de muziekgeschiedenis veranderde, waarin de opkomst, ondergang en wedergeboorte van de organisatie wordt beschreven. Het boek onderstreept de unieke rol van Multigroove in de geschiedenis van de elektronische muziek in Nederland.

### Recente ontwikkelingen
In november 2024 vierde Multigroove zijn 33-jarig bestaan met een jubileumfeest in Amsterdam, waarbij oude én nieuwe generaties ravers samenkwamen. In 2025 organiseert de organisatie naar verwachting een grootschalig strandfestival in IJmuiden, dat aangekondigd is als het grootste openlucht-rave-evenement ooit aan de Nederlandse kust.

### Merchandise
Multigroove verkoopt sinds 2010 ook merchandise, waaronder retro geïnspireerde kleding, accessoires en limited edition items. De ontwerpen verwijzen vaak naar iconische flyers en stijlen uit de jaren ’90.